# Unternehmen Clausewitz
Das Unternehmen Clausewitz war der Deckname einer deutschen Militäroperation im Zweiten Weltkrieg.
Die als Fall Blau angelegte Gesamtoperation wurde ab dem 30. Juni 1942 unter dem Decknamen Unternehmen Braunschweig geführt, die Folgeplanung unter den Namen Blau II und Blau III erhielt die Decknamen Unternehmen Clausewitz und Unternehmen Dampfhammer. Clausewitz beinhaltet das Antreten der Heeresgruppe A im Juli 1942, Dampfhammer die Nachfolgeoperationen im Juli 1942.